# جاوید رحمان
جاوید رحمان (اردو: جاوید رحمان، آوانگاری: Jāvīd Rahmān) ، (انگلیسی: Javaid Rehman) رئیس دانشکده حقوق دانشگاه برونل لندن و استاد حقوق اسلامی، شریعت اسلامی و فعال حقوق بشر پاکستانی – بریتانیایی است. در ژوئن ۲۰۱۸ رئیس شورای حقوق بشر سازمان ملل وی را به عنوان گزارشگر ویژه حقوق بشر در ایران معرفی کرد.
وی روز جمعه ۶ ژوئیه توسط شورای حقوق بشر سازمان ملل، به عنوان گزارشگر ویژه حقوق بشر در ایران به مدت یکسال با قابلیت تمدید تا ۳ سال است.
روز سه‌شنبه ۳ فروردین ۱۴۰۰ شورای حقوق بشر سازمان ملل متحد با تصویب قطعنامه‌ای در چهل‌و ششمین اجلاس خود، مأموریت جاوید رحمان به عنوان گزارشگر ویژه حقوق بشر در امور ایران را به مدت یک سال دیگر تمدید کرد و خواهان همکاری، اجازه ورود به ایران و دادن اطلاعات لازم به وی از طرف مقامات جمهوری اسلامی شد.

## تحصیلات
جاوید رحمان در فیصل‌آباد یکی از شهرهای استان پنجاب پاکستان متولد شد. وی اولین مدرک دانشگاهی خود را در رشته تاریخ و ادبیات انگلیسی از کالج دولتی لاهور در دانشگاه پنجاب اخذ کرد و سپس برای ادامه تحصیل به انگلستان رفت و تحصیلات خود را در رشته حقوق دانشگاه ریدینگ ادامه داد. جاوید در سال ۱۹۹۵ دکترای حقوق بین‌الملل را از دانشگاه هال، انگلستان دریافت کرد و در سپتامبر ۱۹۹۶ اولین دانشیاری تمام وقت خود را در دانشکدهٔ حقوق دانشگاه لیدز برعهده گرفت. او از سال ۲۰۰۲ برای گرفتن کرسی حقوق در دانشگاه اولستر دعوت شد.

## مناصب
از اوت ۲۰۰۵، جاوید رحمان پروفسور حقوق اسلامی، قانون اساسی شریعت اسلام و حقوق بین‌الملل در دانشگاه برونل بوده‌است. وی از ۲۰۰۸–۲۰۱۵ مدیر مؤسسه، شبکه تحقیقات همکاری، امنیت، رسانه‌ها و حقوق بشر دانشگاه برونل است.

## گزارشگر ویژه حقوق بشر در ایران
جاوید رحمان در ۵ ژوئن ۲۰۱۸ از طرف رئیس شورای حقوق بشر سازمان ملل به عنوان گزارشگر ویژه سازمان ملل در امور ایران معرفی شد. وی از میان ۱۴ نفری که برای این سمت نامزد شدند انتخاب شده‌است.
در آخرین روز از سی و هشتمین نشست شورای حقوق بشر سازمان ملل در ۶ ژوئیه ۲۰۱۸ , این شورا جاوید رحمان را به عنوان گزارشگر ویژه حقوق بشر در ایران معرفی کرد. انتصاب وی با مخالفتی مواجه نشد و بدنبال آن انتصاب وی به این سمت به مدت ۶ سال قطعی شد.
وی جانشین عاصمه جهانگیر، گزارشگر قبلی که در ۱۱ فوریه ۲۰۱۸ درگذشت، می‌شود.
در ۲۷ خرداد ۱۳۹۹، ۳۹ سازمان مدافع حقوق بشر در نامه‌ای مشترک به کشورهای عضو حقوق بشر سازمان ملل خواستار حمایت این کشورها از تمدید مأموریت جاوید رحمان، گزارشگر ویژه این سازمان در مورد وضع حقوق بشر در ایران، شدند.

## آثار و فعالیت‌ها
جاوید به عنوان وکیل واجد شرایط دعوت شده‌است تا به تعدادی از پرونده‌های مهم مربوط به قوانین اسلامی، تروریسم بین‌المللی و قانون حقوق بشر نظرات حقوقی خود را ارائه کند. جاوید رحمان تاکنون با نوشتن مقالاتی در زمینه حقوق اسلامی، حقوق بین‌الملل و حقوق اقلیت‌ها برای بیش از صد نشریه اعتبار کسب کرده‌است. او با مطالعاتی که در زمینه حقوق بین‌الملل داشته در کتابهایش به بررسی جامع و عملی از کارهای حراست از حقوق بشر و همچنین تحلیلی حقوقی در مورد مسائل حساس مانند عدم تبعیض، حقوق اقلیت‌ها، مردم بومی و حقوق زنان و کودکان ارائه می‌دهد.
جاوید رحمان همچنین در زمینه‌هایی مانند ناپدید شدن اجباری؛ شکنجه؛ و تروریسم تحقیق می‌کند.